# Marcel·lina (gnòstica)
Marcel·lina (en llatí: Marcellina) va ser una de les poques dones conegudes com a dirigents cristianes. Va predicar durant el segle ii a Roma.
Nascuda a Alexandria, on va ser deixeble de Carpòcrates, Marcel·lina va viatjar a Roma per transmetre les idees gnòstiques del seu mestre. Afirmava que havia rebut coneixements secrets sobre Maria, la mare de Jesús, Maria Salomé i Marta de Betània. Aquestes dones eren els models de Marcel·lina i dels seus companys de pregària. En aquesta línia, Marció havia nomenat dones com a sacerdotesses al mateix nivell que els homes.
Marcel·lina va predicar a Roma en temps del papa Anicet, aproximadament cap a l'any 160. Cels, citat per Orígenes a Contra Celsus, diu que els seus coneixements venien directament de la tradició apostòlica i que els seus seguidors s'anomenaven marcel·lians. Ireneu de Lió explica que "va enganyar a molts" i que els seus seguidors portaven una petita marca de foc a la part posterior del lòbul de la orella. Es deien savis a ells mateixos i explica que tenien imatges. Algunes eren pintades i altres fabricades amb materials diversos. Mostraven un retrat de Crist confeccionat per Pilat, del temps en què Jesús va morir entre els homes. Les imatges portaven corona i les exhibeixen juntament amb d'altres que representaven filòsofs pagans, com ara Pitàgoras, Plató, Aristòtil i altres, i que la seva actitud cap a ells era la mateixa que la dels pagans. Ireneu també diu que feien mal ús del nom de cristià, i això indica que consideraven que formaven part de l'església.
La doctrina de Marcel·lina seguia els continguts del gnosticisme més primitiu. Defensaven que la fe ho omplia i ho justificava tot per poder arribar al Regne de Déu. L'ànima havia d'aconseguir la seva redempció, a través de diversos naixements. Jesús era l'exemple que s'havia de seguir durant el procés d'evolució personal. Només la fe i l'amor es necessitaven per a poder-se salvar, i les lleis i els reglaments tenien un significat neutre en el camí cap a la salvació.